# Rivea bernoulliana
Rivea bernoulliana là một loài thực vật có hoa trong họ Bìm bìm. Loài này được (Peter) Hallier f. miêu tả khoa học đầu tiên năm 1893.